# Cantó de Montfaucon-Montigné
El cantó de Montfaucon-Montigné és una antiga divisió administrativa francesa del departament de Maine i Loira, situat al districte de Cholet. Té 11 municipis i el cap es Montfaucon-Montigné. Va desaparèixer el 2015.

## Municipis
- Le Longeron
- Montfaucon-Montigné
- La Renaudière
- La Romagne
- Roussay
- Saint-André-de-la-Marche
- Saint-Crespin-sur-Moine
- Saint-Germain-sur-Moine
- Saint-Macaire-en-Mauges
- Tillières
- Torfou

## Història
| Data d'elecció                           | Identitat          | Partit                 | Qualitat |
| ---------------------------------------- | ------------------ | ---------------------- | -------- |
| 1945-1951                                | François Bordais   | MRP                    |          |
| 1951-1976                                | Pierre Mulliez     | CNI                    |          |
| 1976-1994                                | Madeleine Grégoire | UDF                    |          |
| 1994-2015                                | Jacques Hy         | UDF-CDS, després MoDem |          |
| les dades anteriors no són pas conegudes |                    |                        |          |
|                                          |                    |                        |          |

## Demografia
| A partir de 1990: Població sense dobles comptes |